# Водяное (Криворожский район)
Водяное (укр. Водяне) — село,
Красовский сельский совет,
Криворожский район,
Днепропетровская область,
Украина.
Код КОАТУУ — 1221883502. Население по переписи 2001 года составляло 41 человек.

## Географическое положение
Село Водяное находится на расстоянии в 1 км от села Трудовое и в 1,5 км от села Авдотьевка (Новоюльевский сельский совет, Софиевский район).
По селу протекает пересыхающий ручей с запрудой.